# Primera Regional de Navarra 1963-64
La temporada 1963-64 de Primera Regional de Navarra es cuarto nivel de las Ligas de fútbol de España para los clubes de Navarra y La Rioja, por debajo de la Tercera División de España

## Sistema de competición
Los 14 equipos en un único grupo, que se enfrentan a doble vuelta, una vez en casa y otra en el campo del equipo rival, todos contra todos.
Los cuatro primeros clasificados jugaron una fase de ascenso, con eliminatorias a doble partido, semifinales y final. El ganador de la final ascendió a Tercera División, mientras que el otro finalista disputó una promoción de ascenso contra uno de los equipos clasificados en los puestos 13.º y 14.º del grupo IV de Tercera División.
Los dos últimos clasificados descendieron directamente a Segunda Regional.

## Clasificación[1]
| Pos. | Equipo                      | Pts. | PJ | G  | E | P  | GF | GC | Dif. |                                              |
| ---- | --------------------------- | ---- | -- | -- | - | -- | -- | -- | ---- | -------------------------------------------- |
| 1    | C. D. Tudelano (C)          | 39   | 26 | 18 | 3 | 5  | 78 | 31 | +47  | Fase de ascenso a Tercera                    |
| 2    | C. D. Izarra                | 38   | 26 | 17 | 4 | 5  | 67 | 29 | +38  | Fase de ascenso a Tercera                    |
| 3    | C. D. Recreación de Logroño | 37   | 26 | 16 | 5 | 5  | 78 | 34 | +44  | Fase de ascenso a Tercera                    |
| 4    | C. D. Calahorra (A)         | 35   | 26 | 17 | 1 | 8  | 74 | 21 | +53  | Fase de ascenso a Tercera                    |
| 5    | C. D. La Calzada            | 32   | 26 | 13 | 6 | 7  | 51 | 33 | +18  |                                              |
| 6    | C. D. Berceo                | 28   | 26 | 12 | 4 | 10 | 50 | 50 | 0    |                                              |
| 7    | C. Haro Deportivo           | 27   | 26 | 10 | 7 | 9  | 52 | 42 | +10  |                                              |
| 8    | C. Peña Sport               | 27   | 26 | 11 | 5 | 10 | 37 | 39 | −2   |                                              |
| 9    | Peña Balsamaiso C. F.       | 23   | 26 | 10 | 3 | 13 | 33 | 41 | −8   |                                              |
| 10   | C. D. Corellano             | 21   | 26 | 9  | 3 | 14 | 39 | 70 | −31  |                                              |
| 11   | C. F. Erriberri             | 19   | 26 | 6  | 7 | 13 | 42 | 72 | −30  |                                              |
| 12   | C. Atlético River Ebro      | 18   | 26 | 7  | 4 | 15 | 39 | 75 | −36  |                                              |
| 13   | C. D. Vianés (D)            | 9    | 26 | 1  | 7 | 18 | 14 | 58 | −44  | Descenso a Segunda Regional                  |
| 14   | C. D. Alesves (D)           | 8    | 26 | 3  | 5 | 18 | 24 | 83 | −59  | El club no compite en la siguiente temporada |

 Fuente: Fútbol Regional
Notas:
1. ↑  El C. D. Alesves recibió una sanción federativa de tres puntos.

## Fase de ascenso[2]
Equipos clasificados
- 4 equipos

| Pos. |                             |
| ---- | --------------------------- |
| 1.°  | C. D. Tudelano              |
| 2.°  | C. D. Izarra                |
| 3.°  | C. D. Recreación de Logroño |
| 4.°  | C. D. Calahorra             |

### Cuadro
|  | Semifinales                                                                           | Semifinales                                                                           | Semifinales                                                                           | Semifinales                                                                           | Semifinales                                                                           |   |              | Final                                                  | Final                                                  | Final                                                  | Final                                                  |  |
|  | 22 de marzo de 1964 (ida) 29 de marzo de 1964 (vuelta) 5 de abril de 1964 (desempate) | 22 de marzo de 1964 (ida) 29 de marzo de 1964 (vuelta) 5 de abril de 1964 (desempate) | 22 de marzo de 1964 (ida) 29 de marzo de 1964 (vuelta) 5 de abril de 1964 (desempate) | 22 de marzo de 1964 (ida) 29 de marzo de 1964 (vuelta) 5 de abril de 1964 (desempate) | 22 de marzo de 1964 (ida) 29 de marzo de 1964 (vuelta) 5 de abril de 1964 (desempate) |   |              | 19 de abril de 1964 (ida) 26 de abril de 1964 (vuelta) | 19 de abril de 1964 (ida) 26 de abril de 1964 (vuelta) | 19 de abril de 1964 (ida) 26 de abril de 1964 (vuelta) | 19 de abril de 1964 (ida) 26 de abril de 1964 (vuelta) |  |
|  |                                                                                       |                                                                                       |                                                                                       |                                                                                       |                                                                                       |   |              |                                                        |                                                        |                                                        |                                                        |  |
|  |                                                                                       |                                                                                       |                                                                                       |                                                                                       |                                                                                       |   |              |                                                        |                                                        |                                                        |                                                        |  |
|  | C. D. Tudelano                                                                        | 1                                                                                     | 0                                                                                     | 0                                                                                     | 1                                                                                     |   |              |                                                        |                                                        |                                                        |                                                        |  |
|  | C. D. Tudelano                                                                        | 1                                                                                     | 0                                                                                     | 0                                                                                     | 1                                                                                     |   |              |                                                        |                                                        |                                                        |                                                        |  |
|  | C. D. Calahorra                                                                       | 0                                                                                     | 1                                                                                     | 1                                                                                     | 2                                                                                     |   |              |                                                        |                                                        |                                                        |                                                        |  |
|  | C. D. Calahorra                                                                       | 0                                                                                     | 1                                                                                     | 1                                                                                     | 2                                                                                     |   | C. D. Izarra | 2                                                      | 1                                                      | 3                                                      |                                                        |  |
|  |                                                                                       |                                                                                       |                                                                                       |                                                                                       |                                                                                       |   | C. D. Izarra | 2                                                      | 1                                                      | 3                                                      |                                                        |  |
|  |                                                                                       |                                                                                       | C. D. Calahorra                                                                       | 2                                                                                     | 2                                                                                     | 4 |              |                                                        |                                                        |                                                        |                                                        |  |
|  | C. D. Recreación de Logroño                                                           | 2                                                                                     | C. D. Calahorra                                                                       | 2                                                                                     | 2                                                                                     | 4 | 0            |                                                        | 2                                                      |                                                        |                                                        |  |
|  | C. D. Recreación de Logroño                                                           | 2                                                                                     |                                                                                       |                                                                                       |                                                                                       |   | 0            |                                                        | 2                                                      |                                                        |                                                        |  |
|  | C. D. Izarra                                                                          | 2                                                                                     | 1                                                                                     |                                                                                       | 3                                                                                     |   |              |                                                        |                                                        |                                                        |                                                        |  |
|  | C. D. Izarra                                                                          | 2                                                                                     | 1                                                                                     |                                                                                       | 3                                                                                     |   |              |                                                        |                                                        |                                                        |                                                        |  |
|  |                                                                                       |                                                                                       |                                                                                       |                                                                                       |                                                                                       |   |              |                                                        |                                                        |                                                        |                                                        |  |

### Semifinales
| Equipo 1                    | Series | Equipo 2        | 1.er partido | 2.º partido | 3.er partido |
| --------------------------- | ------ | --------------- | ------------ | ----------- | ------------ |
| C. D. Tudelano              | 1-2    | C. D. Calahorra | 1-0          | 0-1         | 0-1          |
| C. D. Recreación de Logroño | 2-3    | C. D. Izarra    | 2-2          | 0-1         |              |

| Ida; 22 de marzo de 1964 | C. D. Tudelano | 1-0 | C. D. Calahorra |  |  |

| Vuelta; 29 de marzo de 1964 | C. D. Calahorra | 1-0 | C. D. Tudelano |  |  |

| Desempate; 5 de abril de 1964 | C. D. Tudelano | 0-1 (Global 1-2) | C. D. Calahorra |  |  |

| Ida; 22 de marzo de 1964 | C. D. Recreación de Logroño | 2-2 | C. D. Izarra |  |  |

| Vuelta; 29 de marzo de 1964 | C. D. Izarra | 1-0 (Global 3-2) | C. D. Recreación de Logroño |  |  |

### Final
| Equipo 1     | Agr. | Equipo 2        | Ida | Vuelta |
| ------------ | ---- | --------------- | --- | ------ |
| C. D. Izarra | 1-2  | C. D. Calahorra | 2-2 | 1-2    |

| Ida; 19 de abril de 1964 | C. D. Izarra | 2-2 | C. D. Calahorra |  |  |

| Vuelta; 26 de abril de 1964 | C. D. Calahorra | 2-1 (Global 4-3) | C. D. Izarra |  |  |

| Asciende a Tercera División | Clasificado para la promoción de ascenso |
| C. D. Calahorra             | C. D. Izarra                             |

## Promoción de ascenso

### Finales[3]
Se jugaron dos eliminatorias, a doble partido, entre los equipos de Tercera División y los equipos de Primera Regional. Los dos equipos ganadores de cada final obtienen la plaza competir en Tercera División.
| Equipo 1        | Agr. | Equipo 2                     | Ida | Vuelta |
| --------------- | ---- | ---------------------------- | --- | ------ |
| J. D. Mondragón | 3-6  | Deportivo Alavés Aficionados | 2-2 | 1-4    |
| C. D. Izarra    | 1-2  | C. D. Azcoyen                | 1-1 | 0-1    |

| Ida; 5 de julio de 1964 | J. D. Mondragón | 2-2 | Deportivo Alavés Aficionados |  |  |

| Vuelta; 12 de julio de 1964 | Deportivo Alavés Aficionados | 2-1 (Global 6-3) | J. D. Mondragón |  |  |

| Ida; 5 de julio de 1964 | C. D. Izarra | 1-1 | C. D. Azcoyen |  |  |

| Vuelta; 12 de julio de 1964 | C. D. Azcoyen | 1-0 (Global 2-1) | C. D. Izarra |  |  |

### Repesca[3]
Debido a que el Deportivo Alavés Aficionados no pudo ascender a Tercera División, se disputó una repesca entre el J. D. Mondragón y el C. D. Izarra para determinar el equipo que ocuparía la plaza de Tercera División. La repesca consistió en una eliminatoria a partido único, en la que el equipo que ganase la final obtendría la plaza para Tercera División.
| Ida; 18 de julio de 1964 | C. D. Izarra | 0-1 | J. D. Mondragón |  |  |

### Equipos vencedores con plaza en Tercera División
| C. D. Azcoyen | J. D. Mondragón |